# Kraftwerk Erfurt-Ost
Das Kraftwerk Erfurt-Ost (heute alternativ auch Gas- und Dampfturbinenanlage (GuD) genannt) ist ein Heizkraftwerk im Nordosten von Erfurt. Das Kraftwerk ist für die Strom- und Fernwärmeversorgung der Stadt ein integraler Bestandteil.

## Anlagenteile

### Altkraftwerk
Das Kraftwerk bestand ursprünglich aus vier mit Rohbraunkohle, Schweröl und thüringischem Erdgas befeuerten Blöcken. Diese wurden nach der Wende sukzessive wegen veralteter Anlagentechnik, mangelnder Wirtschaftlichkeit und aus Umweltgesichtspunkten stillgelegt. Der 226 Meter hohe Kamin, welcher das höchste Bauwerk in Thüringen war, wurde im Januar 2003 abgetragen.

### Gas- und Dampfturbinenanlage (GuD)
Die vorgenannten Altblöcke wurden ab 1999 durch eine moderne Gas- und Dampfturbinenanlage (GuD) ersetzt, welche heute das Herzstück des Kraftwerkes bildet. Die GuD-Anlage besteht aus zwei Gasturbinen (Leistung je 25 MWel, Typ GE LM 2500), zwei Abhitzedampferzeugern mit Zusatzfeuerung und einer Dampfturbine (Leistung 32 MWel). Brennstoff ist Erdgas und extraleichtes Heizöl (Letzteres nur Reservebrennstoff).
Die Leistung des Kraftwerkes beträgt 80 Megawatt elektrische Energie und 224 MW thermische Energie. Es kann eine Fernwärmeleistung von 128 MW ausgekoppelt werden.

### Restabfallbehandlungsanlage (RABA)
Am Standort Erfurt-Ost betreibt außerdem die SWE UmweltService GmbH im Auftrag der Stadt Erfurt eine Restabfallbehandlungsanlage (RABA) bestehend aus einer Mechanisch-biologischen Aufbereitung und einer Verbrennungsanlage für Abfälle und Ersatzbrennstoffe. Bei den Ersatzbrennstoffen hat das Kraftwerk eine Kapazität von 80.000 Tonnen im Jahr.